# Біей

43°35′18″ пн. ш. 142°28′2″ сх. д. / 43.58833° пн. ш. 142.46722° сх. д.
Біе́й (яп. 美瑛町, びえいちょう, МФА: [bʲiei̯ t͡ɕoː]) — містечко в Японії, в повіті Камікава округу Камікава префектури Хоккайдо. Станом на 1 жовтня 2008 року площа містечка становила 677,16 км². Станом на 31 березня 2017 населення містечка становило 10 286 осіб.